# Aeschynanthus bracteatus
Aeschynanthus bracteatus är en tvåhjärtbladig växtart som beskrevs av Nathaniel Wallich och Dc.. Aeschynanthus bracteatus ingår i släktet Aeschynanthus och familjen Gesneriaceae. Inga underarter finns listade i Catalogue of Life.